# Каприз (фильм, 1994)
«Каприз» (хинди अंजाम, Anjaam) — индийский фильм-драма с элементами триллера, снятый режиссёром Рахулом Равайлом и вышедший в прокат 22 апреля 1994 года. Главные роли исполнили Мадхури Дикшит и Шахрух Хан. Музыку к фильму написал дуэт композиторов Ананд—Милинд, текст песен — Самир. Картина повествует о последствиях малейшей ошибки, которая может разрушить всю жизнь. Также уделяется внимание отношению к женщинам в индийском обществе.
Первый совместный фильм Дикшит и Хана, получивший похвалу критиков за игру. Дикшит заработала номинацию на Filmfare Award за лучшую женскую роль за эту картину, параллельно выиграв этот же приз ролью в другом фильме, «Кто я для тебя?». Хан снова сыграл роль злодея, за что получил награду Filmfare Award за лучшее исполнение отрицательной роли.

## Сюжет
Главная героиня фильма Шивани работает стюардессой и живёт со своей сестрой и её жадным одержимым богатством мужем Моханлалом. Однажды на дискотеке девушка попадается на глаза избалованному богачу по имени Виджай Агнихотри, однако она не проявляет к нему ни малейшего интереса. Не привыкший к отказам отвергнутый поклонник продолжает преследовать её: сначала предлагает за большие деньги сняться в рекламе его компании, затем хулиганит в самолёте, пытаясь привлечь внимание красавицы. Окрылённый любовью Виджай сообщает своей матери, что намерен жениться на Шивани. Но когда они приходят домой к девушке с предложением, то попадают прямо на её свадьбу. С разбитым сердцем богач сразу же уходит.
Спустя четыре года Виджай всё ещё не может забыть Шивани. Через некоторое время он встречает её снова и видит, что у неё и её мужа Ашока есть дочь Пинки. Чтобы быть поближе к объекту своей одержимости, он предлагает сопернику поддельный проект собственной авиакомпании. Женщина пытается помешать этому, так как её муж ничего не подозревает о намерениях психопата. 
Однажды во время ссоры Ашок даёт беременной Шивани пощёчину, после чего та уходит из дома. Виджай это видит и сильно избивает его, оставив без сознания, а уже в больнице снимает с соперника кислородную маску. Шивани заявляет на злодея в полицию, однако ей никто не верит, так как инспектор Арджун Сингх, который регулярно получает взятки от богача, предъявляет «алиби» обвиняемого.
Виджай приходит к уже овдовевшей Шивани с предложением выйти за него. Получив отпор, он многократно просит её сказать хотя бы один раз, что она любит его, но вдова остаётся непреклонной. Тогда психопат сначала сильно избивает «любимую», а затем заявляет на неё в полицию, обвиняя в покушении на его жизнь (перед этим нанеся порезы себе на лицо руками испуганной и обессиленной женщины). Шивани приговаривают к трём годам лишения свободы, и теперь дочь вынуждена жить со своей тётей и её мужем пьяницей-игроком. Вскоре Моханлал выгоняет жену с девочкой на улицу, а Виджай тем временем случайно сбивает их обеих насмерть. 
Шивани пытается сбежать из тюрьмы. Она пишет жалобу на всё время издевающуюся над заключёнными тюремную надзирательницу. Узнав об этом, последняя бьёт «стукачку» по животу, в результате чего у женщины случается выкидыш. Придя в себя, героиня решает убить всех, кто разрушил её жизнь, и начинает с той самой надзирательницы. А после окончания тюремного срока от руки мстительницы погибают Моханлал и инспектор Арджун Сингх. 
Шивани узнаёт, что Виджай со своей матерью уехал в другой город. Женщина решает остаток жизни работать в больнице, ухаживая за больными, однако не может больше оставаться в Бомбее из-за воспоминаний, поэтому её отправляют в Тикамгарх. Там она узнаёт, что эту больницу открыла мать Виджая, который, как оказалось, после той самой автомобильной аварии с дочерью и сестрой Шивани остался парализованным. Героиня решает вылечить его, ухаживая за ним с любовью. После полного выздоровления ничуть не изменившийся психопат Виджай приходит к ней в храм и просит сказать, что она его любит. Объект одержимости наконец-то раскрывает свои объятия и они обнимаются. Но неожиданно женщина вонзает в него нож. Оказывается, Шивани поставила его на ноги только с одной целью: убить. Мстительница хватает трезубец и начинает жестоко избивать злодея, разрушившим её жизнь. На вопрос своего главного врага, почему она не убила его сразу же, женщина отвечает, что не могла так поступить с беспомощным инвалидом. Виджай падает и держится за край крыши здания. Шивани пытается проткнуть ему руку, однако он хватает её за ногу, после чего уже сама падает и держится на том месте (а Виджай — за её ногу). Злодей говорит, что если погибнет, то и она уйдёт с ним. Последние слова героини: «Моя жизнь не настолько важна, насколько важна твоя смерть». Они вместе падают и умирают.

## В ролях
- Шахрух Хан — Виджай Агнихотри
- Мадхури Дикшит — Шивани Чопра
- Дипак Тиджори — Ашок Чопра
- Химани Шивпури — Ниша, сокамерница Шивани
- Судха Чандран — сестра Шивани
- Тинну Ананд — Моханлал, зять Шивани
- Киран Кумар — инспектор Арджун Сингх
- Бина — Падма Агнихотри, мать Виджая
- Бэби Газала — Пинки

## Саундтрек
Все тексты написаны Самиром, вся музыка написана Анадом и Милиндом.
| №  | Название                  | Исполнители             | Длительность |
| -- | ------------------------- | ----------------------- | ------------ |
| 1. | «Badi Mushkil Hai»        | Абхиджит                | 5:30         |
| 2. | «Chane Ke Khet Mein»      | Пурнима                 | 5:50         |
| 3. | «Tu Samne Jab Aata Hai»   | Удит Нараян, Алка Ягник | 5:55         |
| 4. | «Barson Ke Baad»          | Алка Ягник              | 4:13         |
| 5. | «Sun Meri Bano»           | Алка Ягник              | 5:56         |
| 6. | «Kolhapur Se Aaye Jhumke» | Садхана Саргам          | 5:04         |
| 7. | «Partighat Ki Jwala»      | Сапна Авастхи           | 1:49         |

Ракеш Будху в своём отзыве заявил, что «„Каприз“, возможно, был плохим фильмом, но его саундтрек был почти на сто процентов чистым золотом. Он остается одним из лучших саундтреков Ананда-Милинда, в том числе за счёт экспериментальности, широты песен и разнообразия певцов от Абхиджита до Пурнимы».

## Критика
Гаутам Чинтамани для Firstpost отметил, что сюжет фильма отдаленно напоминал Dhanwan (1981), в котором богатый человек считает, что его богатство позволяет ему уйти практически от чего угодно, но «Каприз» рискнул пойти дальше, сделав акцент на женских мучениях беспрецедентным. И, в отличие от предыдущих фильмов, расплата в нём, будучи оправданной, не была столь же приятной, как привыкли тогда зрители болливуда. Тем не менее, фильму едва удалось произвести впечатление на аудиторию и во многих отношениях не он реализовал свой огромный потенциал. Если бы «Каприз» вышел раньше «Жизнь под страхом» и «Игра со смертью», то получил бы большее признание. В то время как в болливуде есть много примеров фильмов о мести, концепция «ангела-мстителя» не была широко известна. Исполнение роли Мадхури Дикшит, которая ранее не играла такого персонажа, было захватывающим.
А. С. Хамран из журнала n+1 сравнил героиню фильма с Чарльзом Бронсоном, пойманным в ловушку фильма Марио Бавы.
Гаятри Гопинат в книге «Queer Asian Cinema» заявила, что «Каприз» выясняет возможности и пределы представления нетрадиционных гендерных ролей в популярном фильме. Она также отметила, что хотя большинство обидчиков героини — мужчины, наиболее затяжная и кровавая сцена жестокой мести предназначена для женщины-надзирателя.
Книга «Encyclopaedia of Hindi Cinema» упоминает «Каприз» как пример преднамеренного структурирования звука для усиления драматизма в повествовании, которое лучше всего проявляется в эпизоде, когда героиня отправляется убивать тюремщицу.
Ракеш Будху в своём отзыве, напротив, отметил, что сценарий в этом фильме разваливается, жонглируя дилеммой Мадхури, непрекращающимися попытками Шахруха завоевать её и сюжетной линией, в которой Мадхури отправляется мстить.

## Номинации и награды фильма
- Премия Filmfare Award в категории «Лучшее исполнение отрицательной роли» — Шахрух Хан[5]
- Номинация Filmfare Award в категории «Лучшая женская роль» — Мадхури Дикшит[7]